# Turbith (botanique)
Le Turbith peut désigner plusieurs plantes :
- Operculina turpethum, espèce de plantes de la famille des Convolvulaceae originaire d'Afrique de l'Est et dont la racine est dotée de propriétés médicinales, notamment de propriétés purgatives ; elle était un des ingrédients par exemple du diaphoenix de la pharmacopée maritime occidentale au XVIIIe siècle [2] ;
- Ipomea purga nommé aussi « jalap » en tant que médicament cathartique, largement obsolète en médecine occidentale ;
- le « turbith noir » peut faire référence à d'autres plantes : Euphorbia palustris (Euphorbiaceae), Euphorbia pytuisa (d'après FEW) ;
- le « turbith blanc » : Globularia alypum[3].

## Étymologie
D'après le TLFi le terme turbith a été emprunté à l'arabe turbid « turbith », et celui-ci à une langue de l'Inde, cf. par exemple hindi tarbud (d'apr. FEW t. 19, p. 190a, du sanskrit tripuṭa « triple; turbith (Convolvulus Turpethum) » ou trivṛitā « turbith (Ipomoea Turpethum) » (M. Monier-Williams, A Sanskrit English Dict.).
Ce nom est également porté par un composé du mercure en raison de sa couleur jaune comme celle de la racine. On parle de « turbith minéral ».
Un jaune est appelé Jaune de turbith.